# Boljšoj Kamenj
Boljšoj Kamenj (ruski: Большой Камень) je grad u Primorskom kraju, u Rusiji, na 43°7′N 132°22′E / 43.117°N 132.367°E. Upravno je središte Škotovskog okruga. Nalazi se na obali Usurijskog zaljeva Japanskog mora.
Ukazom predsjednika Ruske Federacije od 19. srpnja 1996. postao je zatvoreni grad, "ZATO".
Cestovno i željeznično je povezan s Vladivostokom. Cestom je udaljen 113 km, a morem 40 km od Vladivostoka.
Broj stanovnika: 37.000 (2003.)
Površina: 40 km²
Osnovan je 1947. godine. Gradski status je stekao 22. rujna 1989. godine. 

## Klima
Srednja siječanjska temperatura je -14°C (7°F), a srednja srpanjska temperatura je +24°C (75°F). Prosjek padalina je 900 mm.

## Gospodarstvo
U gradu je smješteno brodogradilište „Zvijezda“ –  središte za gradnju, popravke i održavanje brodova. Nekoliko tvornica u Boljšoj Kamenju se bavi popravkom i izgradnjom atomskih podmornica. Većina stanovništva je i zapošljena u tim tvornicama. U gradu su i 3 banke i 7 poduzeća tipa "združenog projekta" ("joint-venture"), specijaliziranih za brodove, brodarstvo i morsko ribarstvo.
Vremenska zona: Moskovsko vrijeme + 7